# Rodrigo Koxa
Rodrigo Augusto do Espírito Santo, conhecido como Rodrigo Koxa (Jundiaí, 22 de setembro de 1979) é um surfista profissional brasileiro.

## História
Em 30 de abril de 2018, o jundiaiense ganhou o cobiçado prêmio Quiksilver XXL Biggest Wave, no Big Wave Awards, da World Surf League (WSL) e também teve a sua onda oficializada pelos juízes da Big Wave Awards, sediados em Santa Monica, CA, como a maior já surfada na história. Ele agora detém a posição no Guinness World Records de ter surfado a maior onda da história da World Surf League.
A onda foi surfada por Koxa em 8 de novembro de 2017, na vila da Nazaré do  Oeste português, região do Centro de Portugal. O feito foi declarado como o novo recorde mundial, cuja onda teve cerca de 80 pés, o equivalente a 24,4 metros. A marca superou a anterior, datada de 2011, estimada em 78 pés, e alcançada na ocasião pelo surfista Garrett McNamara, mentor do surfista brasileiro. O feito rendeu uma ampla homenagem na cidade de sua residência, Guarujá, onde foi desfilou em carro aberto em uma carreata ao longo da orla da cidade, tendo sido recebido pelo prefeito.
Em agosto de 2010, Koxa havia alcançado outro recorde. No Chile, ele surfou a maior onda já vista naquele país, estimada em mais de 60 pés de face, o que equivalente a 21 metros, lhe rendendo o recorde de maior onda surfada da América do Sul.

### Recordes
- 2018 - Guinness World Record da maior onda surfada da história da World Surf League.
- 2010 - Maior onda surfada da América do Sul.